# Walentynów (województwo wielkopolskie)
Walentynów – wieś w Polsce położona w województwie wielkopolskim, w powiecie ostrowskim, w gminie Raszków. Leży ok. 9 km na północny zachód od Ostrowa Wlkp. nad ciekiem Kuroch.
Przed 1932 rokiem miejscowość położona była w powiecie odolanowskim, W latach 1975–1998 w województwie kaliskim, w latach 1932–1975 i od 1999 w powiecie ostrowskim.
Zobacz też: Walentynów, Walentynowo